# João Cruz
João Pedro da Cruz (31 ottobre 1915 – 7 luglio 1981) è stato un calciatore portoghese, di ruolo attaccante.

## Carriera

### Club
Ha trascorso l'intera carriera in Portogallo.

### Nazionale
Ha collezionato 10 presenze con la maglia della Nazionale.

## Statistiche

### Presenze e reti in Nazionale
| Cronologia completa delle presenze e delle reti in nazionale ― Portogallo | Cronologia completa delle presenze e delle reti in nazionale ― Portogallo | Cronologia completa delle presenze e delle reti in nazionale ― Portogallo | Cronologia completa delle presenze e delle reti in nazionale ― Portogallo | Cronologia completa delle presenze e delle reti in nazionale ― Portogallo | Cronologia completa delle presenze e delle reti in nazionale ― Portogallo | Cronologia completa delle presenze e delle reti in nazionale ― Portogallo | Cronologia completa delle presenze e delle reti in nazionale ― Portogallo |
| Data                                                                      | Città                                                                     | In casa                                                                   | Risultato                                                                 | Ospiti                                                                    | Competizione                                                              | Reti                                                                      | Note                                                                      |
| ------------------------------------------------------------------------- | ------------------------------------------------------------------------- | ------------------------------------------------------------------------- | ------------------------------------------------------------------------- | ------------------------------------------------------------------------- | ------------------------------------------------------------------------- | ------------------------------------------------------------------------- | ------------------------------------------------------------------------- |
| 09-01-1938                                                                | Lisbona                                                                   | Portogallo                                                                | 4 – 0                                                                     | Ungheria                                                                  | Amichevole                                                                | 2                                                                         |                                                                           |
| 30-01-1938                                                                | Lisbona                                                                   | Portogallo                                                                | 1 – 0                                                                     | Spagna                                                                    | Amichevole                                                                | -                                                                         |                                                                           |
| 24-04-1938                                                                | Francoforte sul Meno                                                      | Germania                                                                  | 1 – 1                                                                     | Portogallo                                                                | Amichevole                                                                | -                                                                         |                                                                           |
| 01-05-1938                                                                | Milano                                                                    | Portogallo                                                                | 1 – 2                                                                     | Svizzera                                                                  | Qual. Mondiali 1938                                                       | -                                                                         |                                                                           |
| 06-11-1938                                                                | Losanna                                                                   | Svizzera                                                                  | 1 – 0                                                                     | Portogallo                                                                | Amichevole                                                                | -                                                                         |                                                                           |
| 12-02-1939                                                                | Lisbona                                                                   | Portogallo                                                                | 2 – 4                                                                     | Svizzera                                                                  | Amichevole                                                                | 1                                                                         |                                                                           |
| 28-01-1940                                                                | Parigi                                                                    | Francia                                                                   | 3 – 2                                                                     | Portogallo                                                                | Amichevole                                                                | -                                                                         |                                                                           |
| 12-01-1941                                                                | Lisbona                                                                   | Portogallo                                                                | 2 – 2                                                                     | Spagna                                                                    | Amichevole                                                                | -                                                                         |                                                                           |
| 16-03-1941                                                                | Bilbao                                                                    | Spagna                                                                    | 5 – 1                                                                     | Portogallo                                                                | Amichevole                                                                | -                                                                         |                                                                           |
| 01-01-1942                                                                | Lisbona                                                                   | Portogallo                                                                | 3 – 0                                                                     | Svizzera                                                                  | Amichevole                                                                | -                                                                         |                                                                           |
| Totale                                                                    |                                                                           | Presenze                                                                  | 10                                                                        |                                                                           | Reti                                                                      | 3                                                                         |                                                                           |

## Palmarès

### Club

#### Competizioni nazionali
- Campeonato de Portugal: 2

Sporting Lisbona: 1936, 1938
- Campionato portoghese: 3

Sporting Lisbona: 1940-1941, 1943-1944, 1946-1947
- Coppa del Portogallo: 3

Sporting Lisbona: 1940-1941, 1944-1945, 1945-1946